# Zanthoxylum calcicola
Zanthoxylum calcicola là một loài thực vật có hoa trong họ Cửu lý hương. Loài này được C.C. Huang miêu tả khoa học đầu tiên năm 1957.